# Sandödla
Sandödla (Lacerta agilis) är en äggläggande ödla av släktet halsbandsödlor (Lacerta), som föredrar öppna landskapstyper med lägre vegetation. Den förekommer i de tempererade delarna av palearktis, från mellersta och södra Europa, till Sibirien i öster och mellersta Sverige i norr. Det lever av små ryggradslösa djur som insekter.
Under parningstiden känns hanen lätt igen på den gröna färgen - de flesta europeiska ödlor har en övervägande brun färg. Sandödlan är en medelstor art med en mer robust kropp och större huvud än närbesläktade arter.

## Utseende

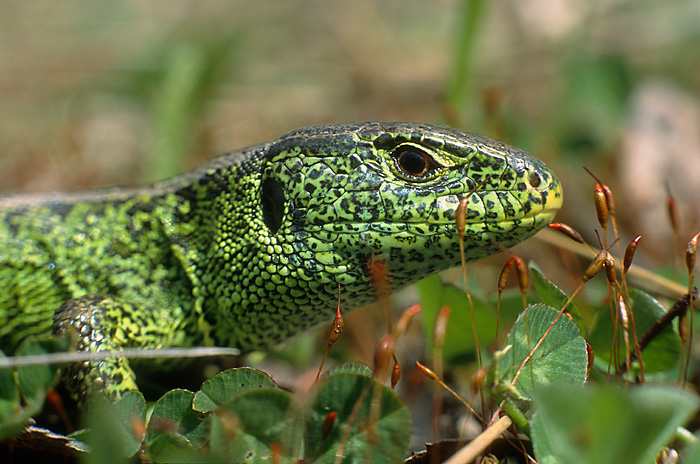
Hane.

Sandödlan skiljer sig från den i Skandinavien vanligare skogsödlan genom att den har gomtänder. Sandödlan blir även upp till 28 centimeter lång, i Norden dock som mest 23 cm, och är alltså betydligt större än skogsödlan. Den har fyra små fjällplåtar mellan näsborren och ögat. Grundfärgen är gråbrun eller grön, ofta med längsgående rader av svarta fläckar. Längs ryggen har den ett band med små fjäll, klart mindre än övriga fjäll på ryggen. På buken är hannen ljust grönaktig, medan honan där är vitaktig. Under parningstiden blir hanens sidor intensivt gröna.

## Utbredning
Sandödlan förekommer från mellersta och södra Europa, till Sibirien i öster. I Skandinavien förekommer den naturligt så långt norr ut som till Dalarna och trakten av Gävle i Sverige. Den förekommer inte i Norge och i Finland betraktas den som en "invasiv art av nationell betydelse". Där har den observerats i södra och mellersta delarna av landet, upp till Norra Österbotten.
Sandödlan är tillsammans med skogsödla och kopparödla de enda ödlor som naturligt förekommer i Skandinavien.   
Arten lever i låglandet och i bergstrakter upp till 2500 meter över havet.

## Ekologi

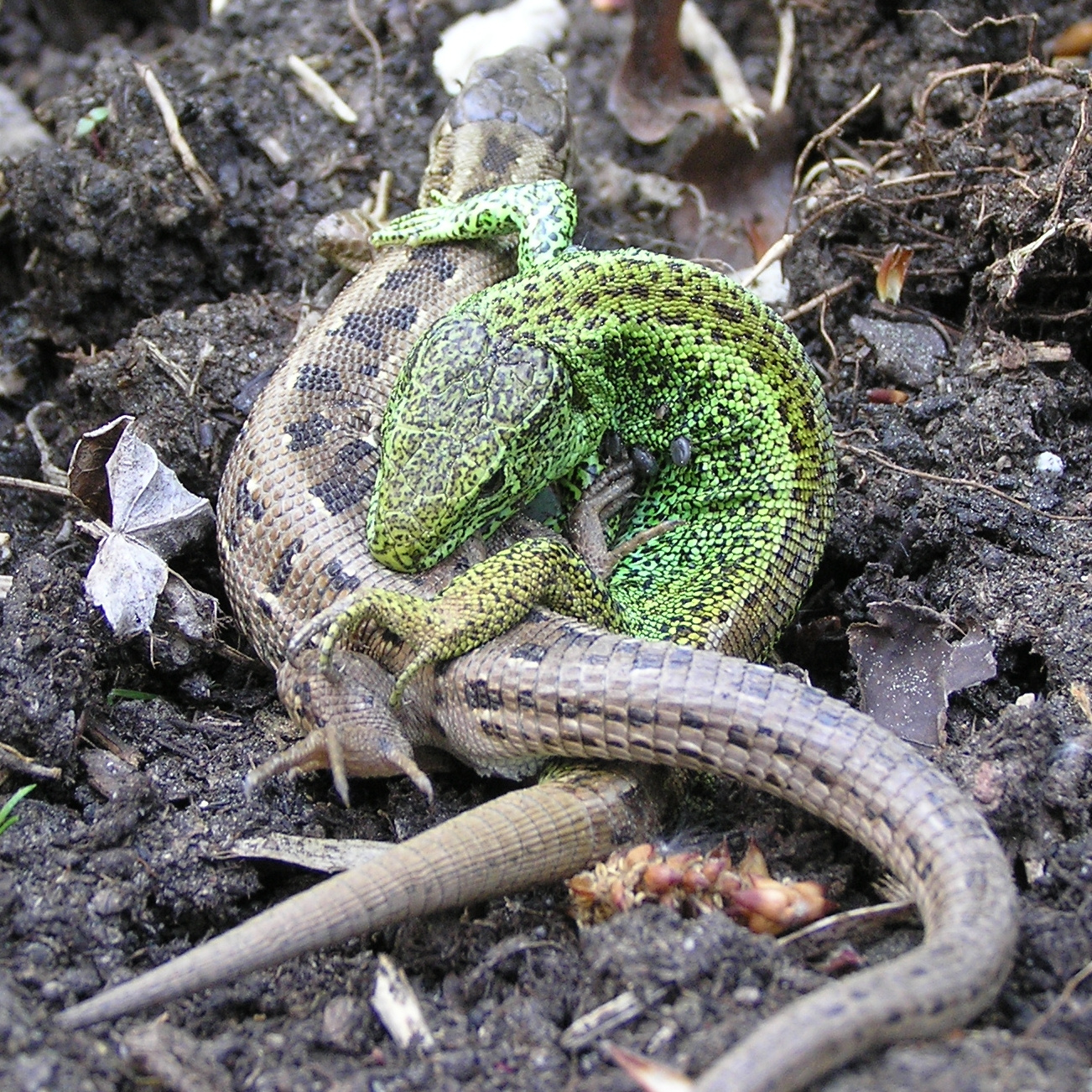
Ett par under parning.

Arten föredrar varma sydsluttningar i sand- och grustäkter, men kan även förekomma på jordbankar som järnvägsvallar och kraftledningsgator, samt i skogsbryn, på sandstränder och hedartade marker.
Födan består främst av ryggradslösa djur som gräshoppor, skalbaggar, fjärilslarver och spindlar. Det händer att den även äter individer av sin egen art.
Sandödlan kan bli upp till 19 år gammal.
Den är äggläggande och lägger 5–12 mjukskaliga, avlånga ägg i en håla som honan har grävt i sandig jord. Efter äggläggningen täcker hon över äggen och låter sandens värme ruva äggen. De kläcks efter 70–80 dygn beroende på temperatur.
Under gynnsama förhållanden sker två parningar per år. Så kläcks ungarna i juli/augusti samt i september/oktober.
Bland predatorer kan nämnas fåglar som hägrar och fasaner, däggdjur som grävling och tamkatt samt hasselsnok. Sandödlan kan släppa svansen om den känner sig hotad. Då svansen rör sig ett tag efter att den lossnat kan den tjäna som lockbete för en predator. Svansen växer sedan ut igen.

## Hot
Sandödlan hotas regionalt av landskapsförändringar. Flera exemplar dödas i trafiken och några individer fångas av strövande katter. Arten förekommer sällsynt som terrariedjur. Hela populationen bedöms som stabil. IUCN listar arten som livskraftig (LC).